# Generalissimo

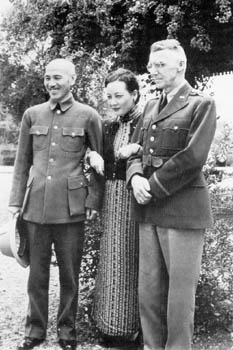
Generalissimo Chiang Kai-shek met vrouw en generaal Stilwell in Birma (1942)

De rang van generalissimo of generalissimus, in het Spaans geschreven als generalísimo, is de hoogst mogelijke militaire rang, een stap hoger dan veldmaarschalk.
Een generalissimo staat aan het hoofd van het volledige leger van een land, en is niet zelden ook het staatshoofd. De term heeft vaak meer een politieke dan een militaire betekenis; doorgaans zijn generalissimi heersers of militaire dictators die zichzelf die titel toekennen. In het verleden  gold de term echter als een aanzienlijke titel.
Bekende generalissimi waren onder anderen:
- Chiang Kai-shek (Republiek China)
- Maximiliaan II Emanuel van Beieren (Beieren)
- Ferdinand Foch (Frankrijk)
- Manuel Deodoro da Fonseca (Brazilië)
- Francisco Franco (Spanje)
- Kim Il-sung (Noord-Korea)
- Francisco de Miranda (Venezuela)
- José María Morelos (Mexico)
- Ruprecht van de Palts (Engeland)
- Aleksandr Soevorov (Rusland)
- Jozef Stalin (Sovjet-Unie)
- Than Shwe (Myanmar)
- Rafael Leónidas Trujillo (Dominicaanse Republiek)